# Campeonato Panamericano de Béisbol Sub-10 de 2018
El Campeonato Panamericano de Béisbol Sub-10 de 2018 con categoría Infantil AA, se disputó en San Pedro Sula, Honduras del 1 al 8 de diciembre de 2018. El oro se lo llevó Nicaragua por tercera vez y de manera consecutiva.

## Equipos participantes
- Brasil
- El Salvador
- Guatemala
- Honduras
- Nicaragua
- República Dominicana

## Ronda de Apertura
Disputada del 1 al 5 de diciembre.
| Pos | Equipo               | JG | JP | PCT   | JV |
| --- | -------------------- | -- | -- | ----- | -- |
| 1   | Nicaragua            | 5  | 0  | 1,000 | -  |
| 2   | Brasil               | 3  | 2  | 0,600 | 2  |
| 3   | República Dominicana | 3  | 2  | 0,600 | 2  |
| 4   | Honduras             | 2  | 3  | 0,400 | 3  |
| 5   | El Salvador          | 1  | 4  | 0,200 | 4  |
| 6   | Guatemala            | 1  | 4  | 0,200 | 4  |

|  |                             |
|  | Clasificados a Ronda Final. |

## Ronda final
|  | Semifinales          | Semifinales          |   |                | Final          | Final |  |
|  |                      |                      |   |                |                |       |  |
|  |                      |                      |   |                |                |       |  |
|  | 7 de diciembre       |                      |   |                |                |       |  |
|  | Nicaragua            | 5                    |   |                |                |       |  |
|  | Honduras             | 1                    |   |                |                |       |  |
|  |                      |                      |   |                |                |       |  |
|  |                      |                      |   |                | 8 de diciembre |       |  |
|  |                      |                      |   |                | Nicaragua      | 2     |  |
|  |                      | República Dominicana | 0 |                |                |       |  |
|  |                      |                      |   |                |                |       |  |
|  |                      |                      |   |                |                |       |  |
|  |                      |                      |   |                | Tercer lugar   |       |  |
|  | 7 de diciembre       | 7 de diciembre       |   | 8 de diciembre | 8 de diciembre |       |  |
|  | Brasil               | 2                    |   | Brasil         | 3              |       |  |
|  | República Dominicana | 10                   |   |                | Honduras       | 0     |  |

## Resultados
| Posición | Selección            | Victorias | Derrotas |
| -------- | -------------------- | --------- | -------- |
|          | Nicaragua            | 7         | 0        |
|          | República Dominicana | 4         | 3        |
|          | Brasil               | 4         | 3        |
| 4°       | Honduras             | 2         | 5        |
| 5°       | El Salvador          | 1         | 4        |
| 6°       | Guatemala            | 1         | 4        |